# Folke Bernadotte
Folke Bernadotte, greve af Wisborg (født 2. januar 1895 i Stockholm, Sverige, død 17. september 1948 i Jerusalem, Israel) var en svensk diplomat, vicepræsident i Svensk Røde Kors og greve af Wisborg. Han var søn af prins Oscar Bernadotte og fætter til Dronning Ingrids fader kong Gustav VI Adolf. I Danmark er han mest kendt for sit arbejde med at få frigivet danske og norske fanger fra tyske koncentrationslejre i slutningen af 2. verdenskrig og organiseringen af hjemtransporten af i alt 15.000 skandinaviske fanger med de hvide busser. 
Han blev udnævnt til FN's hovedmægler i Palæstina i 1948. Her fik han blandt andet etableret en våbenhvile mellem Israel og de arabiske lande. 

## Mordet på Folke Bernadotte
Folke Bernadotte blev myrdet den 17. september 1948 af den zionistiske terrorristorganisation Lehi, bedre kendt som Sternligaen. Ligaen anså at Bernadotte stod i vejen for et Storisrael, fordi han mente, at der sammen med den jødiske stat også burde være en palæstinensisk stat, og at palæstinensiske flygtninge skulle kunne vende tilbage. Mordet blev planlagt af Yehoshua Zetler, Sternligaens operative chef i Jerusalem, og blev godkendt af en styregruppe bestående af den senere israelske premierminister Yitzhak Shamir, der da var en af Sternligaens højeste ledere, Nathan Yellin-Mor, Sternligans ledere i Jerusalem, og filosof, Yisrael Eldad.

### Efterdønninger
Dagen efter fordømte FN's sikkerhedsråd mordet på Folke Bernadotte som en "kujonagtig handling, der synes at være blevet udført af en terroristbande i Jerusalem, da FN-repræsentant udførte sin fredsbevarende mission i Det Hellige Land".
Der var aldrig nogen tvivl om, at Sternligaen stod bag mordet. Nathan Yellin-Mor og et andet Stern-medlem, Matiyahu Schmuelevich, ligesom mange andre medlemmer af Stern, retsforfulgtes og dømtes i retten for medlemskab af terrororganisationen i forbindelse med, at Sternligaen blev afvæbnet af de israelske myndigheder. Imidlertid blev ingen anklaget og dømt for mordet på Folke Bernadotte. Matiyahu Scmuelevich og Nathan Yellin-Mor blev benådet af premierminister David Ben Gurion, så snart de blev erklæret skyldige, og samtidigt blev Nathan Yellin-Mor valgt til Knesset. Yderligere 266 Stern-terrorrister siges at have været anholdt i forbindelse med mordet og derefter løsladt uden sigtelse. Lederen af Stern banden var Yitzhak Yzernitsky, som senere ledede sikkerhedstjenesten Mossad og i 1970'erne blev udenrigsminister og senere premierminister under navnet Yitzhak Shamir. Nogle år efter attentatet afsløredes Yehoshua Cohens rolle i terrorhandlingen, da Ben Gurions biografi blev skrevet af Michael Bar Zohar. I foråret 1949 protesterede Sverige mod attentatet ved at undlade at stemme, da Israels FN-medlemskab blev afgjort.
Den 27. februar 1949 tildeltes Folke Bernadotte posthumt Prins Carl-medaljen som blev overrakt til grevinde Estelle Bernadotte af prins Carl af Sverigel.

## Fredsbestræbelserne
En rapport, der beskriver følgende af Folke Bernadottes fredsforslag, blev offentliggjort tre dage efter hans død:
- Udvikling af det første ophold i kampene til fred eller våbenhvile og en endelig fastlæggelse af grænserne mellem de jødiske og arabiske stater i Palæstina.
- Negevørkenen skal tilhøre den arabiske stat og Galilæa skal tilhøre den jødiske stat.
- Permanent FN-mandat over Jerusalem.
- De arabiske stater, det vil sige Transjordanien, overtager kontrollen med Palæstinas arabiske områder.
- Sikre at både den palæstinensisk-arabiske og den jødiske stat, og også andre nabolande, har adgang til Haifas havn og al-Lydds lufthavn (den nuværende Ben Gurion International Airport).
- Sikre arabiske flygtninges ret til at vende tilbage til deres hjem.
- Etablering af en forsonings-kommission som et første skridt hen imod en varig fred i regionen.

Den israelske regering afviste samtlige forslag. Efter Bernadottes død blev hans opgaver overtaget af amerikaneren Ralph Bunche, der forhandlede sig til en våbenhvile mellem Israel og de arabiske lande, som blev underskrevet af parterne i konflikten på den græske ø Rhodos i 1949. Bunche modtog Nobels fredspris for sine fredsbestræbelser.

## Steder i Danmark opkaldt efter Folke Bernadotte
I København går Folke Bernadottes Allé fra Østerport Station langs jernbanen ned til Langelinie.
Plejecenter Bernadottegården  i Roskilde blev indviet 29. august 1976. Det skete på initiativ af tidligere modstandsfolk og kz-fanger, der ønskede et hjem for deres kammerater og Roskilde-borgere.
Bernadottegården i Hadsund med tilhørende ældreboliger, fortrinsmæssigt berettiget modstandsfolk og tidligere kz-fanger.